# Johan Daisne
 (juin 2019).
Si vous disposez d'ouvrages ou d'articles de référence ou si vous connaissez des sites web de qualité traitant du thème abordé ici, merci de compléter l'article en donnant les références utiles à sa vérifiabilité et en les liant à la section « Notes et références ».
Johan Daisne, de son vrai nom Herman Thiery, est un écrivain flamand, né le 2 septembre 1912 à Gand et mort dans cette même ville le 9 août 1978.

## Biographie
Il amorce des études d'économie et de langues slaves à l'université de Gand en 1930. Il obtient un diplôme de docteur en sciences commerciales en 1936, l'année même de la publication de son premier recueil poétique intitulé Verzen. Il fait paraître son premier récit, Gojim, en 1939.
Nommé bibliothécaire en chef de la ville de Gand en 1945, il poursuit sa carrière littéraire qu'il avait interrompu pendant la Seconde Guerre mondiale. En 1948, il fait paraître son roman le plus connu L'Homme au crâne rasé (De man die zijn haar kort liet knippen) et, en 1950, le court roman Un soir, un train (De trein der traagheid). Ces deux titres seront adaptés au cinéma dans les années 1960 par André Delvaux.
En 1957 paraît Lago Maggiore et, en 1971, un imposant Dictionnaire filmographique de la littérature mondiale (Filmografisch lexicon der wereldliteratuur), dont il est le maître d'œuvre et qui témoigne de sa passion pour le cinéma.
Il est l'auteur d'une œuvre considérable : neuf romans, soixante récits et nouvelles, quelques pièces de théâtre, vingt recueils de poésie, vingt ouvrages consacrés au cinéma et environ vingt autres publications incluant des reportages, des essais, une étude sur l'écrivain français Pierre Benoit et une histoire de la littérature russe.
Il a été récompensé plusieurs fois par des prix internationaux.
Il est également un théoricien et un des principaux représentants, avec Hubert Lampo, du réalisme magique. 

## Œuvre

### Poésie
- Verzen (1935)
- Breuken herleiden (1936)
- Afreacties en funderingen (1937)
- Kernamout (1938)
- Het einde van een zomer(1940)
- Hermine-uit-de-storm (1944)
- De nacht staat op een kier (1944)
- Drie-hoog-voor. Gedichten uit de Kleine Kamer (1945)
- Tale Quale. Zo als het reilt .... (1945)
- Drie verzen maar, mijn Fred (1946)
- Ikonakind (1946)
- Zeven reizenboek (1947)
- De Hollandse reis (1947)
- Het-kruid-aan-de-balk (1953)
- Goudregen (1956)
- Vita nuova (1956)
- Laboro (1959)
- De nacht komt gauw genoeg (1961)
- Ik heb u alles gegeven... (1962)
- De droom is een herinnering aan dat wat nimmer is gebeurd (1965)
- Afscheid van de dag (1965)
- De Engelse groetenis (1967)
- Verzamelde gedichten (1978)
- Gepijnde honing (1978)

### Romans, récits, nouvelles et autres textes en prose
- Gojim, een winterverhaal (1939)
- Aurora (1940)
- Maud Monaghan (1940)
- Renée (1940)
- De trap van steen en wolken (1942)
- Zes domino's voor vrouwen (1944)
- Schimmen om de schemerlamp (1946)
- Het venster op het leven (1947)
- Egbertha in de onderwereld (1947)
- De man die zijn haar kort liet knippen (1947) Publié en français sous le titre L'Homme au crâne rasé, traduit par Maddy Buysse, Arles, Actes Sud, coll. « Babel » no 86, 1993  (ISBN 2-7427-0077-3)
- Egbertha (1948)
- Het eiland in de Stille Zuidzee (1949)
- De trein der traagheid (1950) Publié en français sous le titre Un soir, un train, traduit par Maddy Buysse, Bruxelles, éditions Complexe, coll. « Le Plat pays », 1980  (ISBN 2-87027-047-X) ; réédition, Bruxelles, éditions Complexe, coll. « L'heure furtive », 2003  (ISBN 2-87027-960-4) ; réédition Éditions de l'Arbre vengeur, collection Domaine du songe, préfacé par Jean-Philippe Toussaint et illustré par Jean-Michel Perrin, 2021.
- De wedloop der jeugd (1950)
- Met dertien aan tafel of Knalzilver met schelpgoud (1950)
- De vier heilsgeliefden (1955)
- 't En is van u hiernederwaard... Mijn stamboomverhaal (1956)
- Lago Maggiore (1956)
- De vierde engel (1958)
- Grüss Gott. Een idylle uit Carinthië (1958)
- De neusvleugel der muze (1959)
- De schone van nooit weer (1960)
- Hoe schoon was mijn school (1961)
- Met een inktvlek geboren (1961)
- Baratzeartea. Een Baskisch avontuur of de roman van een schrijver (1962)
- Veritza (1962)
- De zoete smaak (1963)
- Venezy (1963)
- Pavane (1964)
- De wedloop der jeugd en andere verhalen (1964)
- Als kantwerk aan de kim (1965) Publié en français sous le titre Les Dentelles de Montmirail, Bruxelles, éditions Wellprint, coll. « Zénith » no 8, 1966 (BNF 32973190)
- Ganzeveer en kogelpen (1965)
- Charaban (1965)
- Mijn levensliedje(s) (1965)
- Dossier nr. 20.174 (1966)
- Veva (1966)
- Reveillon-Reveillon (1966)
- Ontmoeting in de zonnekeer (1967)
- Twee schelpen en wat gruis (1967)
- Zuster Sharon (1967)
- Met zeven aan tafel (1967)
- Gojim, gevolgd door Zuster Sharo (1968)
- Dieter of wanneer de wapens weigeren (1970)
- Omnibus (1974)
- Trefwoorden (1975)
- Winterrozen voor een kwakzalver (1976)
- De droom maakt alles waar (1977)
- Venezy, of het eiland in de Stille Zuidzee (1978)
- De beste verhalen van Johan Daisne (1987)

### Théâtre
- De charade van Advent (1942) Publié en français sous le titre La Charade de l'Avent, Bruxelles, Librairie générale, 1943 (BNF 31988658)
- Het zwaard van Tristan (1944)
- Tine van Berken (1945)
- Veva (1946)
- De liefde is een schepping van vergoding (1946), recueil de courtes pièces
- De man die zichzelf optelefoneerde (1947)
- Het geluk (1966)

### Autres publications
- Stof op het Kremlin (1935), reportage
- De filosofische waarden in de economie (1936)
- De nieuwe dichtersgeneratie in Vlaanderen (1940)
- De Russische literatuur (1945)
- In Memoriam Robert Mussche, dichter en Verzetsheld (1946)
- In het teken van Esmoreit (1947)
- Moskou 800 jaar (1947)
- De Hollandse reis (1947)
- Hedendaagse filmkunst (1948)
- Reisebilder uit bezet Duitsland (1948), reportage
- Van Nitsjevo to Chorosjo (1948)
- De vrede van Wroclaw, of een proeve van spijkerschrift op het IJzeren Gordijn (1948)
- Losse beschouwingen over het dossier van het magisch realisme (1949)
- Kritiek van de Kinematograaf (1950)
- Florence en de film, of een blozende lelie als brandmerk (1951)
- Filmatiek, of de film als levenskunst (1956)
- Versleer in vogelvlucht (1956)
- Lantarenmuziek (1957)
- Letterkunde en magie (1957)
- Feest van de film (1958)
- Film en tijd. Een confrontatie der belangrijkste films van alle tijden (1958)
- Gaat de roman ten onder (1959)
- Zien en zijn. De 50 beste of slechtste films der laatste jaren (1960)
- Pierre Benoit, of de lof van de roman romanesque (1960) Publié en français sous le titre Pierre Benoit ou l'Éloge du roman romanesque, traduit par Maddy Buysse, Paris, Albin Michel, 1964 (BNF 32973193)
- Met een inktvlek geboren. Een klapper losse beschouwingen (1961)
- A pocketfull of miracles (1962)
- Tine van Berken of de intelligentie der ziel (1962)
- De bioscopiumschuiver. Een tweede pocket filmatiek (1963)
- Dagboekpoëzie (1964)
- Judex. Heldendicht van het feuilletonisme (1964)
- Gent, schoonschrift der Leie, Schets der Gentse letteren (1965)
- Greta Garbo, een droom die heeft geademd (1965)
- Ganzeveer en kogelpen of more or less brains (1965)
- Afscheid van de dag (1965)
- Het geluk. Een lees- en luisterspel. Wat is magisch-realisme (1966)
- Fringilla (1967)
- Filmografisch lexicon der wereldliteratuur, partie 1 (1971) Publié en français sous le titre Dictionnaire filmographique de la littérature mondiale, tome 1 : A-K, Gand, E. Story-Scientia, 1971 (BNF 35290807)
- Filmografisch lexicon der wereldliteratuur, partie 2 (1972) Publié en français sous le titre Dictionnaire filmographique de la littérature mondiale, tome 2 : L-Z, Gand, E. Story-Scientia, 1975 (BNF 35290808)
- Trefwoorden (1975)
- De droom maakt alles waar (1977)
- Filmografisch lexicon der wereldliteratuur, supplement (1978)
- Bloed op het witte doek (1978)
- Over oude en nieuwe rolprenten: de dingen die niet voorbijgaan (1980)

## Adaptations cinématographiques
- 1965 : L'Homme au crâne rasé, film belge réalisé par André Delvaux
- 1968 : Un soir, un train, film belge réalisé par André Delvaux